# Val Peat
Valerie J. „Val” Peat z domu Wild (ur. 30 kwietnia 1947 w Thurnscoe, zm. 14 maja 1997) – brytyjska lekkoatletka, sprinterka, dwukrotna medalistka mistrzostw Europy z 1969.
24 sierpnia 1968 w Londynie ustanowiła rekord świata w sztafecie 4 × 200 metrów czasem 1:33,8 (sztafeta brytyjska biegła w składzie: Maureen Tranter, Della James, Janet Simpson i Peat).
Peat wystąpiła na igrzyskach olimpijskich w 1968 w Meksyku, gdzie odpadła w półfinale biegu na 100 metrów.
Zdobyła brązowe medale w biegu na 200 metrów i w sztafecie 4 × 100 metrów oraz zajęła 4. miejsce w biegu na 100 metrów na mistrzostwach Europy w 1969 w Atenach (sztafeta brytyjska biegła w składzie: Anita Neil, Denise Ramsden, Sheila Cooper i Peat).
Jako reprezentantka Anglii wystąpiła na Igrzyskach Brytyjskiej Wspólnoty Narodów w 1970 w Edynburgu, gdzie zdobyła srebrny medal w sztafecie 4 × 100 metrów (która biegła w składzie: Neil, Madeleine Cobb, Margaret Critchley i Peat) i zajęła 4. miejsce w biegu na 100 metrów.
Zajęła 6. miejsce w sztafecie 4 × 100 metrów i odpadła w eliminacjach biegu na 100 metrów na mistrzostwach Europy w 1971 w Helsinkach.
Była mistrzynią Wielkiej Brytanii w biegu na 100 metrów i na 200 metrów w 1968 oraz brązową medalistką na 200 metrów w 1969 i na 100 metrów w 1977.
Wyrównała rekord Wielkiej Brytanii w biegu na 100 metrów czasem 11,3 s (14 października 1968 w Meksyku).